# Merab Kostava
Merab Kostava (gruzínsky: მერაბ კოსტავა, 26. května 1939 ,Tbilisi - 13. října 1989) byl gruzínský disident, básník a hudebník. Byl jedním z vůdců národního hnutí v Gruzii.

## Mládí
Narodil se v roce 1939 v Tbilisi, hlavním městě tehdejší Gruzínské SSR. Už v pubertě se zajímal o otázky lidských práv a svobod a na protest proti sovětskému systému založil společně se svým přítelem Zviadem Gamsachurdiou tajný undergroundový spolek mládeže Gorgasliani, pojmenovaný tak, jak si říkali staří gruzínští panovníci. V roce 1956 a 1958 byl on, Gamsachurdia a ještě několik dalších členů Gorgasliani zatčeni za protisovětské aktivity, když hlásali nezávislost Gruzie na Sovětském svazu. Oba byli navíc obviněni z distribuce protikomunistické literatury a letáků, za což oba strávili několik měsíců v tbiliské psychiatrické léčebně. Po propuštění nastoupil na Státní konzervatoř v Tbilisi a v roce 1962 získal diplom. Potom až do roku 1977 působil jako učitel na místní hudební škole.

## Disidentská činnost a lidská práva
I v době po propuštění z vězení (nebo léčení) koncem 50. let zůstal věrný své víře ve svobodu a lidská práva, i když byl často sledován úřady. Spolu se Zviadem Gamsachurdiou tajně zřídili samizdatovou tiskárnu a vydávali zakázanou literaturu a samizdatové časopisy. Na těchto aktivitách se také podílela i Kostavova manželka, která byla v té době profesorkou matematiky na Státní univerzitě v Tbilisi.
V roce 1974 spoluzakládal první oficiální organizaci na obranu lidských práv v Gruzii a v letech 1976 a 1977 se podílel na zřízení gruzínského Helsinského výboru. V tu dobu Kostava řídil činnost obou těchto organizací. V roce 1975 se stal členem Amnesty International.

## Vězení na Sibiři
V roce 1977 se aktivity organizací požadující dodržování lidských práv a svobod dostaly do střetu s Brežněvovou vládou. V celém Sovětském svazu proběhlo zatýkání všech osob, které se podílely na jejich činnostech. Merab Kostava byl odsouzen na deset let nucených prací a vyhnanstvím na Sibiř. Za své zásluhy byl pak v roce 1978 společně s Gamsachurdiou nominován na získání Nobelovy ceny míru, ale tu nakonec nedostali. Ve vězení sepsal svá vědecká díla o gruzínské literatuře a historii, včetně Pikrebi sakartvelos misiaze.
Na Sibiři ale trpěl špatným zdravotním stavem, hlavně po tom, kdy se nakazil tuberkulózou. Několikrát také držel hladovku na protest proti nelidským podmínkám panujících v pracovních táborech. Ve vězení mu situaci ještě navíc zhoršila zpráva o smrti jeho jediného syna, který byl nalezen oběšený. Nicméně ho ani vězení, ani nic jiného nezlomilo, také díky jeho manželce, která ho celých deset let podporovala, a po propuštění v roce 1987 pokračoval v činnosti na podporu lidských práv a svobod a také na nezávislost Gruzie.

## Cesta k nezávislosti Gruzie
V roce 1988 spoluzakládal Spolek Svatý Ilja Spravedlivý a stal se jedním z vůdců této organizace na podporu gruzínské nezávislosti. Společně se Zviadem Gamsachurdiou organizoval poklidné demonstrace za nezávislost, včetně té z 9. dubna 1989, kterou rozehnala Rudá armáda a Kostava byl opět uvězněn. Po 45 dnech byl ale propuštěn. Jeho snaha o nezávislost Gruzie se nakonec ukázala být úspěšná, ale on sám se nedožil dne, kdy byla nezávislost Gruzie vyhlášena. Merab Kostava zemřel při autonehodě dne 13. října 1989.

## Kostavův odkaz
Kostava byl pohřben na hřbitově Mtacminda Panteon, kde bylo pohřbeno mnoho významných Gruzínců, a byl prohlášen za národního hrdinu. V červnu následujícího roku byl založen Spolek Meraba Kostavy, který se pravidelně účastní pozorování voleb do gruzínského parlamentu. Kostavova smrt ale zanechala na vývoji v nově vzniklém státě dalekosáhlé následky, protože Zviad Gamsachurdia zůstal v čele organizací na obnovu Gruzínské republiky sám a bez dalšího vlivného člověka v čele těchto organizací již nikdo nedokázal vyvážit Gamsachurdiův radikalismus, který způsobil jeho rychlý politický pád a nestabilitu v zemi.

## Vyznamenání
- Řád národního hrdiny – Gruzie, 2013[1]